# فردریک رودولف لمبارت، دهمین ارل کاوان
فردریک رودولف لمبارت، دهمین ارل کاوان (انگلیسی: Rudolph Lambart, 10th Earl of Cavan; ۱۶ اکتبر ۱۸۶۵ – ۲۸ اوت ۱۹۴۶) نظامی و سیاست‌مدار اهل بریتانیا بود. وی همچنین برندهٔ جوایزی همچون نشان سنت پاتریک، لژیون دونور (صلیب بزرگ)، نشان سلطنتی ویکتوریایی، نشان خدمات برجسته (ارتش آمریکا)، و نشان حمام شده‌است.
یک افسر ارتش بریتانیا بود که در دهه ۱۹۲۰ به عنوان رئیس ستاد کل امپراتوری، فرمانده حرفه‌ای ارتش بریتانیا، خدمت کرد. پس از آنکه در سال ۱۸۸۵ به گارد گرنادیر پیوست، در جنگ دوم بوئر به عنوان فرمانده گروهان خدمت کرد، سپس در طول جنگ جهانی اول به عنوان فرمانده تیپ، لشکر، سپاه و ارتش با افتخار خدمت کرد و بعداً در مورد اجرای گزارش گدس که از کاهش قابل توجه هزینه‌های دفاعی حمایت می‌کرد، به دولت بریتانیا مشاوره داد. او بر کاهش قابل توجه اندازه ارتش بریتانیا نظارت داشت.